# Dracula octavioi
Dracula octavioi es una especie de orquídea epifita. Esta especie se distribuye en Colombia y Venezuela.

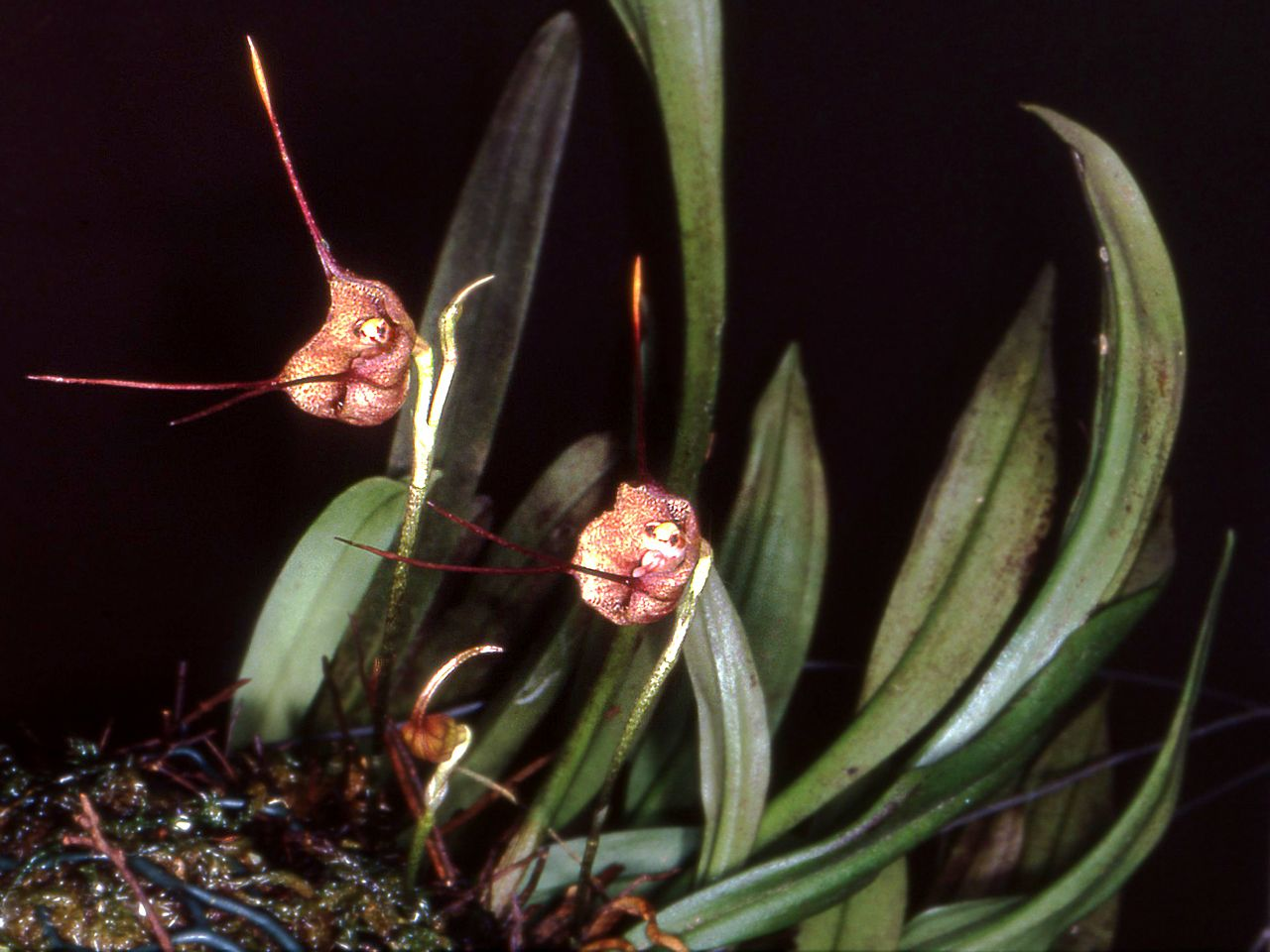
Vista de la planta

## Descripción
Es una orquídea de tamaño mediano, con hábito de epifita y con ramicaules robustos, erguidos, que están envuelto basalmente por 2-3 vainas sueltas, tubulares y que llevan una sola hoja, apical, erecta, delgadamente coriáceas, carinada, obovada muy estrecho margen a lineal, estrechándose poco a poco por debajo en la base conduplicada, indistinta y peciolada. Florece en primavera, verano y otoño en una inflorescencia delgada, ascendente a descendente, de 15 a 20 cm de largo, sucesivamente con pocas flores que surgen de la parte baja en el ramicaule y está escasamente bracteasa y tiene una bráctea floral tubular.

## Distribución y hábitat
Se encuentra en el suroeste de Colombia en los bosques nubosos en las elevaciones alrededor de 2.300 metros. 

## Taxonomía
Dracula octavioi fue descrita por Luer & R.Escobar y publicado en Orquideología; Revista de la Sociedad Colombiana de Orquideología 13: 128. 1979.
Etimología
Dracula: nombre genérico que deriva del latín y significa: "pequeño dragón", haciendo referencia al extraño aspecto que presenta con dos largas espuelas que salen de los sépalos.
octavioi; epíteto otorgado en honor de Octavio (se refiere al hermano Ospina -  peruano, entusiasta de las orquídeas y descubridor de la especie)